# Jo Man-yeong
Jo Man-yeong (tiếng Hàn: 조만영; Hanja: 趙萬永; 1776–1846) là một chính trị gia và lãnh tướng dưới thời Joseon của Hàn Quốc. Ông là thủ lĩnh của gia tộc Pungyang Jo. Gia tộc này trở nên lớn mạnh, đẩy lùi gia tộc Andong Kim vốn nắm giữ quyền lực kể từ chế độ Vua Sunjo. Tuy nhiên, sau cái chết của Jo Man-yeong vào năm 1846, quyền kiểm soát vương quốc một lần nữa rơi vào tay gia tộc Andong Kim. Ông là cha của Vương hậu Sinjeong và là ông ngoại của Triều Tiên Hiến Tông.